# 白勢量作

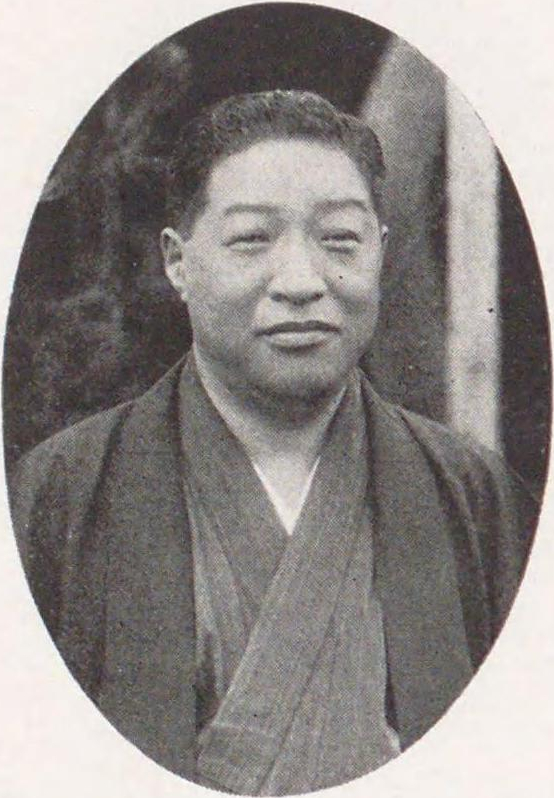
白勢量作の肖像写真

白勢 量作（しろせ りょうさく、1883年〈明治16年〉12月 - 1944年〈昭和19年〉10月3日）は、日本の実業家。第四銀行、新潟貯蓄銀行各頭取。新潟商工会議所会頭。白勢合名代表。満州帝国名誉領事。

## 人物
新潟県の素封家・白勢春三の長男、白勢二朔の養甥である。新潟市の自邸に生まれ、県立中学、高等学校を経て、1909年、東京帝国大学法科大学政治学科卒業。
1928年（昭和3年）に発足した東信電気と東京電燈による共同出資会社昭和肥料の取締役に就任。
1936年（昭和11年）、新潟電力社長に就任。1938年、新潟駐在満州帝国領事を嘱託された。
第四銀行、新潟貯蓄銀行各頭取、新潟電力、新潟電鉄、東北配電、二葉社各社長、会津電力、昭和肥料、北越パルプ、日本火災海上保険、佐渡汽船、東亜電力興業各取締役、新潟鐵工所、帝国火災保険、北越製紙各監査役、庄内電気鉄道相談役などをつとめた。1944年（昭和19年）10月3日、新潟市の自邸にて死去。
趣味は囲碁。宗教は真宗、仏教。住所は新潟県新潟市本町通八番町。

## 著作
- 『満州と新潟』満州帝国駐新潟名誉領事館、1938年

## 栄典
- 従六位 - 1944年10月13日追賜[9]

## 家族・親族
白勢家
- 父・春三（1863年 - 1941年、新潟商工会議所顧問、新潟県多額納税者、第四銀行、新潟貯蓄銀行各頭取、白勢合名代表社員、衆議院議員、貴族院議員）[5]
- 妹・ツウ（1891年 - ?、新潟、池田文蔵の妻）[5]
- 妻・トヨ子（1890年 - ?、新潟、石黒忠三郎の孫）[5]
- 男・誠一[5]（1913年 - 1982年、白勢商事社長）
- 二男（1916年 - ?）[4]
- 長女・フミ（1911年 - ?、千葉、小幡治和の妻）[3]
- 二女[4]
- 三女[4]
- 四女[4]
- 五女[4]

親戚
- 池田文蔵（第四銀行東京支店長）[10]
- 小幡豊治（官僚）
- 小幡治和（官僚）